# 玻利维亚—越南关系
越玻关系是指南美洲国家多民族玻利维亚国和东南亚国家越南之間的雙邊關係。兩國均為七十七國集團、東亞－拉丁美洲合作論壇成員國。

## 政治交流
冷战时期的玻利维亚政府奉行反共主义，與越南民主共和国及其继承者越南社会主义共和国等共产主义国家甚少有贸易往来，当时的玻利维亚於1955年11月6日给予越南共和國外交承认，直至1975年南越覆亡為止。:5
1979年中越战争期间，玻利维亚共产党第一书记豪尔赫·库埃托向越南政府表达了支持，并谴责了中国的军事行动。
维克托·帕斯·埃斯登索罗于1985年再度当选为玻利维亚总统后，开始加强同其他开发中国家的政治、经济联系，随后，越南与玻利维亚于1987年2月10日建立正式外交关系，此后两国关系友好发展。
原住民政治家埃沃·莫拉莱斯当选为玻利维亚总统后，更加重视发展与社会主义国家的关系，在任期间，两国政府高层也开始互访。2012年9月，玻利维亚副总统阿尔瓦洛·加西亚·利内拉访问越南，并代表玻利维亚政府与越南政府签署了关于对外交、公务护照持有者互免签证协定和设立两国外交部政治磋商机制的备忘录。
2013年12月，越南政府副总理武文宁率团访问玻利维亚，并与玻利维亚外交部长、玻利维亚企业举行了会谈，访问期间，越南政府亦与玻利维亚政府签署了越玻贸易投资框架协定，以加强双边投资贸易。
2015年5月，越南国家副主席阮氏缘访问玻利维亚，并得到了玻利维亚总统埃沃·莫拉莱斯的接见。

### 外交机构
目前两国暂未在对方首都互设大使馆，玻利维亚对越南的相关事务由玻利维亚駐華大使館兼辖，越南对玻利维亚的相关事务则由越南驻巴西大使馆兼轄，越南也在玻利维亚第一大城市圣克鲁斯-德拉谢拉设有名誉领事，以维持双边关系。

## 经济交流

### 双边贸易
据玻利维亚外贸学院（Instituto Boliviano de Comercio Exterior）统计数据，2018年，越、玻双边贸易额达3500万美元，其中越南对玻利维亚出口516种商品，创汇3000万美元，主要出口鞋类、纺织服装、橡胶、摩托车零配件等产品，玻利维亚则对越南出口13种商品，出口额达500万美元，主要为器械设备零配件、木制品等。

### 投资
两国相互投资额较少，越南政府正在加强能源-油气、电信、农业等领域与玻利维亚的投资合作，越南政府亦支持并表示将为越、玻两国企业在对方国家展开投资合作营造便利条件。